# Jeronimo Lopez Mozo
Jeronimo Lopez Mozo (Gerona, 15 maggio 1942 – Madrid, 19 giugno 2024) è stato un drammaturgo e saggista spagnolo.

## Biografia
Jeronimo Lopez Mozo nacque il 15 maggio 1942 a Gerona. Figlio di un telegrafista inviato in tale città come punizione per essere rimasto fedele alla Repubblica durante la guerra civile, si trasferì con la sua famiglia a Quintanar de la Orden (in provincia di Toledo) all'età di quattro anni e, qualche anno dopo, definitivamente a Madrid.
Lesse molti romanzi e opere di scrittori come Cechov, Baroja, Blasco Ibáñez, Hansum, Curzio Malaparte, Juan Ramón Jiménez e Dostoevski.
Inoltre, provò ad avere quante più risorse possibili per rendere il mondo della scrittura, sua più grande passione, il proprio lavoro. La sua vocazione per il teatro esplose quando vide rappresentato il diario di Anna Frank nel 1957 al Teatro Español.
Tra 1970 e il 1975 lavorò attivamente con gruppi indipendenti e universitari, tra cui il TEU di Murcia, diretto da César Oliva, e il Teatro Lebrijano, diretto da Juan Bernabé. Scrisse e collaborò con alcuni collettivi per la produzione di opere come El Fernando, al quale parteciparono otto autori.
In questo periodo produsse anche opere individuali, come Anarchia 36 e altri cinque testi. La maggior parte della sua produzione ebbe problemi con la censura ma, nonostante ciò, alcune opere teatrali furono pubblicate ugualmente o addirittura rappresentate da gruppi disposti ad assumersi il rischio di aggirare i controlli esistenti.
La difficoltà di raggiungere lettori e spettatori fu compensata, in parte, dalla vincita di diversi premi costituenti uno stimolo non indifferente, come il Sitges, il Premio nazionale per autori universitari e il Premio Carlos Arniches.

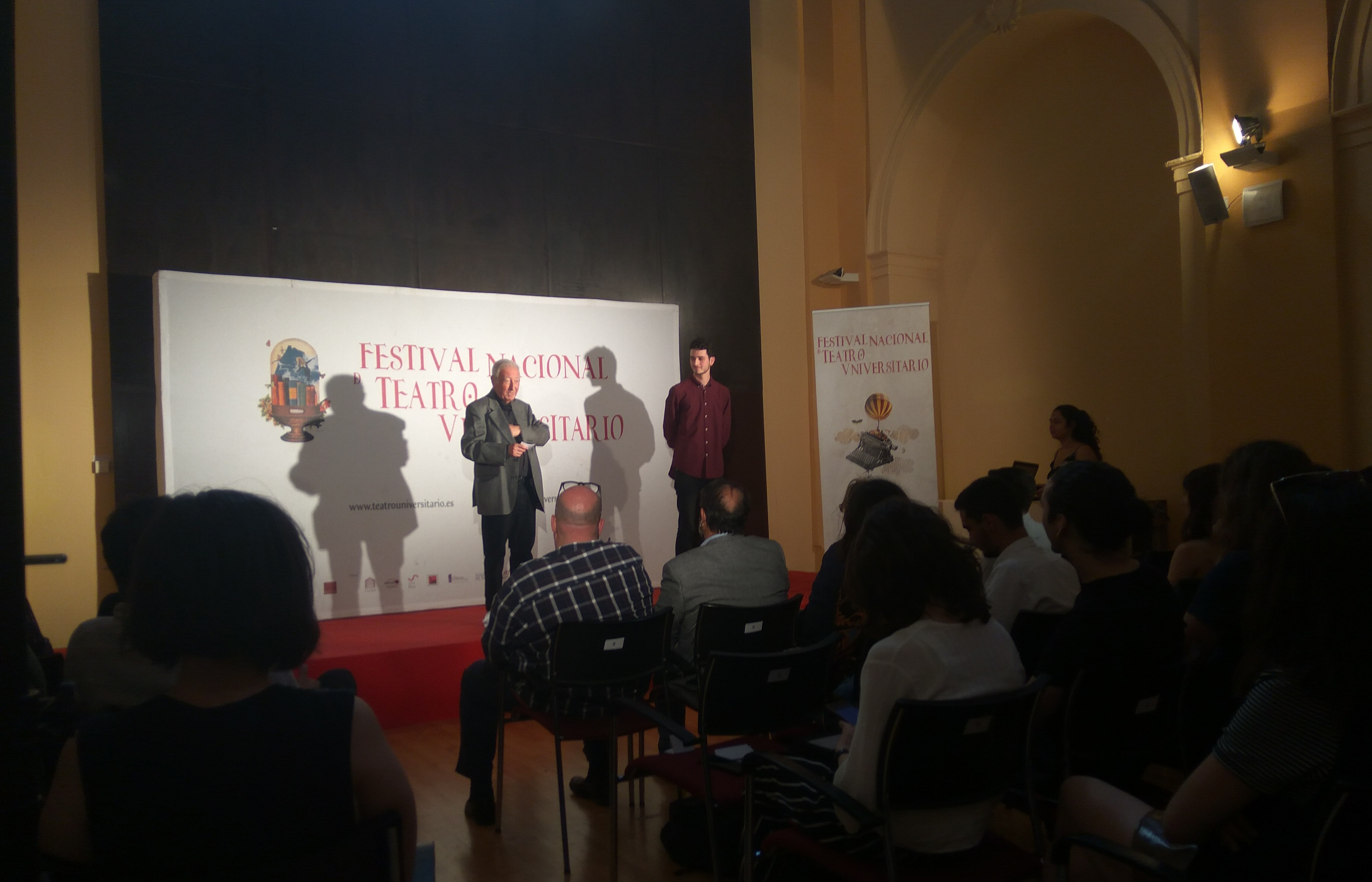

## Carriera teatrale
La sua prima opera teatrale, Los novios o la teoría de los números combinatorios, rappresentata per la prima volta nel 1965 a Siviglia, fu seguita da una quarantina di opere, quasi tutte pubblicate e messe in scena.
La sua vasta attività di drammaturgo, saggista, critico, scrittore di prologhi, collaboratore di riviste e di molte altre sfaccettature culturali venne riconosciuta nel corso della sua carriera professionale valendogli importanti riconoscimenti come il Premio Nazionale di Letteratura Drammatica nel 1998 per Ahlán, la medaglia dell'ADE nel 2005 e infine un omaggio durante la Mostra del Teatro Spagnolo di Autori Contemporanei del 2006.
Il suo interesse per il teatro si manifestò anche nella sua partecipazione attiva a numerose associazioni culturali come l'AAT, l'AETIJ, l'IIT e la Federazione Nazionale del Teatro Universitario, di cui fu membro fondatore nel 1966.

## Teatrografia
- Los novios o la teoría de los números combinatorios (1964)
- El deicida (1965)
- Los sedientos (1965)
- La renuncia (1966)
- El testamento (1966)
- Moncho y Mimí (1967)
- Collage occidental (1967)
- Blanco en quince tiempos (1967)
- Negro en quince tiempos (1967)
- El retorno (1968)
- Crap, fabrica de municiones (1968)
- Matadero solemne (1969)
- Guernica (1969)
- Maniquí (1970)
- La gota estéril (1970) in collaborazione con  Luis Matilla, Ángel García Pintado y Miguel Arrieta
- Réquiem por los que nunca bajan y nunca suben (1970)
- Anarchia 36 (1971)
- ¡Es la guerra! (1971)
- El Fernando (1972) in collaborazione con sette autori e il Teatro Universitario de Murcia
- El caserón (1972)
- Espectáculo Andalucía (1972)
- Los conquistadores (1973) in collaborazione  con Luis Matilla y Juan Margallo
- Parece cosa de brujas (1973) in collaborazione con Luis Matilla
- Los fabricantes de héroes se reúnen a comer (1975) in collaborazione  con Luis Matilla
- Por venir (1975) creazione collettiva del gruppo Bojiganga
- Comedia de la olla romana en que cuece su arte la lozana (1977)
- Como reses (1979) in collaborazione con Luis Matilla
- En busca del sexo perdido (1979)
- Compostela (1980)
- La flor del mal (1980)
- El paraíso. Perdido. De Gaucín (1981)
- La diva (1982)
- Bagaje (interior español) (1983)
- Viernes 29 de julio de 1983, de madrugada (1984)
- La maleta de X (1984)
- La viruela de la humanidad (1984)
- Sociedad limitada, S.A. (1984)
- El adiós sin ceremonia y las ceremonias del adiós (1984)
- Tiempos muertos. (1985)[2]
- D.J. (1986)[3]
- Representación irregular de un poema visual de Joan Brossa (1986)
- Inauguración y clausura (apócrifas) del XIII Festival de teatro de Sitges (1986)
- Los personajes del drama (1987)
- A telón corrido (1988)
- Madrid-París (1988)
- Yo, maldita india (1988)
- La boda de media noche (1989)
- Eloídes (1990)
- La otra muerte de flor de otoño (1990)
- Objeto del deseo (1991)
- La misma historia, poco después (1992)
- Tartufo (1994) versione di una opera di Molière
- Ahlán (1995).
- Los ojos de Edipo (1996)
- El engaño a los ojos (1997)
- Combate de ciegos (1997)
- Haciendo memoria (1997)
- Menina Teresa (1998)
- La infanta de Velázquez (1999)
- El arquitecto y el relojero (1999)
- Puerta metálica con violín (2000)
- Hijos de hybris (2001)
- Ella se va (2001)
- Cinco variaciones para una acción teatral (2001)
- El olvido está lleno de memoria (2002)
- Las raíces cortadas (2003)[4]
- María Galiana, el sueño de una noche de teatro (2003)
- Bajo los rascacielos (Manhattan cota -20) (2004)
- El escritor y su biógrafo (2004)
- Extraños en el tren/todos muertos (2004)
- En aquel lugar de La Mancha (2005)[5]
- Nuestros niños, nuestro futuro (2005)
- La verdad de los sueños (2006)
- El biógrafo amanuense (2006)
- Los Macbeth (2007)
- Puerta del sol. Un episodio nacional (2008)
- Craneo privilegiado (2008)
- El dramaturgo escribe una obra breve de encargo (2009)
- La bella durmiente (2010)
- El apuntador (2011)
- Discurso bufo en la plaza de san Pedro (2011)
- Cúpula Fortuny (2011)
- Aquel Fernando (2011)
- La bella durmiente (2015)
- José Barbacana (2015)[6]